# Dicholobodigitus niger
Dicholobodigitus niger är en svampart som beskrevs av G.P. White & Illman 1988. Dicholobodigitus niger ingår i släktet Dicholobodigitus, divisionen sporsäcksvampar och riket svampar.   Inga underarter finns listade i Catalogue of Life.